# Get the Gringo
Get the Gringo (bra: Plano de Fuga), também conhecido como How I Spent My Summer Vacation, é um filme de ação estadunidense de 2012 dirigido por Adrian Grunberg e produzido, coescrito e estrelado por Mel Gibson. O filme recebeu críticas favoráveis, com 81% das análises do Rotten Tomatoes sendo classificadas como positivas.

## Enredo
O filme começa com um piloto de fugas não-identificado (Mel Gibson) e seu comparsa ferido fugindo da polícia estadunidense em direção à fronteira com o México. Eles tentam atravessar a cerca à força, mas terminam presos pelos policiais mexicanos corruptos Vasquez (Mario Zaragoza) e Romero (Gerardo Teracena). Quando eles encontram mais de US$ 2 milhões no carro, eles enviam o motorista à prisão El Pueblito sob falsas acusações, tomam o dinheiro e queimam o corpo do comparsa, já morto àquela altura.
Chegando à prisão, o motorista é submetido a um exame de sangue e acaba apelidado de "o Gringo" por ser um dos poucos estadunidenses presos lá. El Pueblito mais parece uma favela do que uma prisão e o Gringo logo começa a trabalhar para criminosos pequenos e realiza pequenos roubos e furtos. Um desses roubos é testemunhado por um garoto não-identificado (Kevin Hernandez) que mora no local com sua mãe (Dolores Heredia) e é protegido pelos criminosos da área. O Gringo pergunta ao garoto o porquê da proteção, mas ele não responde.
Posteriormente, o Gringo impede que o garoto tente assassinar Javi (Daniel Giménez Cacho), líder de uma família criminosa que comanda El Pueblito. Após uma discussão, o Gringo descobre que Javi tem problemas no fígado e contraria as orientações médicas de evitar álcool e outras drogas. Por isso, seu órgão se deteriora rapidamente e ele precisa sempre procurar pessoas que possam ter seus fígados tomados para que ele continue vivo; como possui um tipo sanguíneo raro, ele submete todos os novos ocupantes de El Pueblito a um exame de sangue para descobrir quem poderá ser a próxima vítima. O garoto é a única pessoa compatível, e por isso ele é protegido. O Gringo então promete que irá manter o garoto seguro e matar Javi.
Enquanto isso, o Gringo atrai a atenção de um funcionário da embaixada estadunidense (Peter Gerety), que facilmente o identifica como um criminoso de carreira. Despreocupados, o Gringo e o garoto trabalham para derrubar Javi ao mesmo tempo em que o Gringo se aproxima da mãe do garoto. Eventualmente, o Gringo ganha a confiança de Javi ao salvar seu irmão, Caracas (Jesús Ochoa) e falar sobre o dinheiro roubado por Vasquez e Romero. Capangas a mando do líder criminal Frank (Peter Stormare) já localizaram Vasquez e Romero e os torturam para descobrir a localização de uma quantia adicional de US$ 2 milhões, que se somaria à fortuna roubada pelo Gringo e seu comparsa. Os homens de Javi invadem o local e matam todos, enfurecendo Frank. Com a ajuda do funcionário da embaixada, Frank envia assassinos para El Pueblito para eliminar Javi e o Gringo, que conseguem eliminar seus inimigos em um intenso tiroteio.
O conflito faz com que as autoridades mexicanas planejem uma invasão ao local. Javi então contrata o Gringo para matar Frank e marca a cirurgia de transplante de fígado. Nos Estados Unidos, o Gringo consegue marcar um encontro entre ele, Frank e o magnata dos transportes de carga marítimos Warren Kaufmann (Bob Gunton) e assassina ambos. Enquanto isso, Javi e seus homens torturam a mãe do garoto para que ela revele seu paradeiro, até que o garoto surge e tenta se matar a facadas diante dos homens para que Javi não sobreviva. Contudo, seu plano fracassa e ele é mantido vivo.
De volta a El Pueblito, o Gringo encurrala o funcionário da embaixada e descobre que a operação de transplante está para acontecer em meio à invasão. Roubando as credenciais do funcionário, o Gringo consegue se infiltrar na invasão e chega a tempo de impedir o transplante e salvar a mãe do garoto. De posse do dinheiro, o trio foge disfarçado numa ambulância.
Num Epílogo, o Gringo conseguiu recuperar os outros US$ 2 milhões e é visto em uma casa de praia com o garoto e sua mãe, com quem começa um relacionamento.

## Elenco
- Mel Gibson como o Gringo
- Kevin Hernandez como o garoto
- Dolores Heredia como a mãe do garoto
- Daniel Giménez Cacho como Javi Huerta
- Jesús Ochoa como Caracas
- Roberto Sosa como Carnal
- Tenoch Huerta como Carlos
- Peter Gerety como o funcionário da embaixada estadunidense
- Peter Stormare como Frank Fowler
- Bob Gunton como Warren Kaufmann
- Scott Cohen como Jackson
- Patrick Bauchau como Cirurgião
- Mayra Serbulo como Enfermeira
- Stephanie Lemelin como a secretária do advogado de Frank
- Tom Schanley como Gregor
- Mario Zaragoza como Vazquez
- Dean Norris como Bill

## Produção
O roteiro foi escrito por Mel Gibson e dirigido por Adrian Grunberg, que trabalhou como diretor primeiro-assistente com Mel em Apocalypto. O filme foi produzido por Mel, Bruce Davey e Stacy Perskie. Os produtores executivos incluíram Mark Gooder, Vicki Christianson, Ann Ruark e Len Blavatnik. As filmagens começaram em março de 2010 em San Diego, Brownsville e Veracruz, México. A maior parte das filmagens aconteceu na prisão Ignacio Allende. Benoît Debie foi o cinematógrafo no filme.

## Lançamento
O filme estreou nos cinemas em Israel em março de 2012 e depois chegou a 22 outros países ao longo dos seis meses seguintes.[carece de fontes?] No Reino Unido, o filme foi lançado com seu nome original How I Spent My Summer Vacation. Em julho daquele ano, o filme havia arrecadado US$ 4,5 milhões.
A estreia do filme nos Estados Unidos coincidiu com uma turnê de Mel Gibson por dez cidades no mesmo dia. Ele se apresentou na filial de Austin da rede de cinemas Alamo Drafthouse Cinema juntamente a Kevin Hernandez e o diretor Adrian Grunberg em 18 de abril de 2012. As outras nove cidades exibiram o filme e receberam transmissões via satélite diretamente de Austin. O filme não foi lançado convencionalmente nos cinemas estadunidenses, sendo então disponibilizado em serviços de vídeo sob demanda (VoD na sigla original em inglês) do país. No evento em Austin, Mel falou sobre o lançamento em VoD: "Estamos em uma era diferente. Muitas pessoas só gostam de ver coisas em suas casas... Eu acho que é o futuro." A Fox lançou filme em Disco blu-ray nos Estados Unidos 17 de julho de 2012.

## Recepção
Get the Gringo recebeu críticas geralmente positivas. No Rotten Tomatoes, 81% dos 52 críticos fizeram resenhas positivas; a média de pontuação é de 6,3/10.
Steve Sailer da Taki's Magazine considerou o filme "eficiente, engraçado, rápido e bem divertido", destacando que o filme "está bem acima da média de 2012 e recapitula espirituosamente a carreira de Mel."  Para Philip French , do The Guardian, Mel "volta aqui a fazer o que ele faz melhor, interpretar um forasteiro engraçado psicopata e de pensamento afiado".  Tom Huddleston da Time Out de Londres deu ao filme 3 estrelas de 5 e o considerou "soberbamente construído, energicamente escrito, e absurdamente divertido" apesar de ter notado estereótipos e brutalidades racistas.  Todd McCarthy do The Hollywood Reporter comparou o filme a filmes de exploração dos anos 1970, como Bring Me the Head of Alfredo Garcia, de Sam Peckinpah. Peter Debruge, do Variety, também comparou Get the Gringo a filmes de Sam e afirmou que o filme é o mostruário ideal para o diretor Adrian Grunberg.